# Impressão 3D

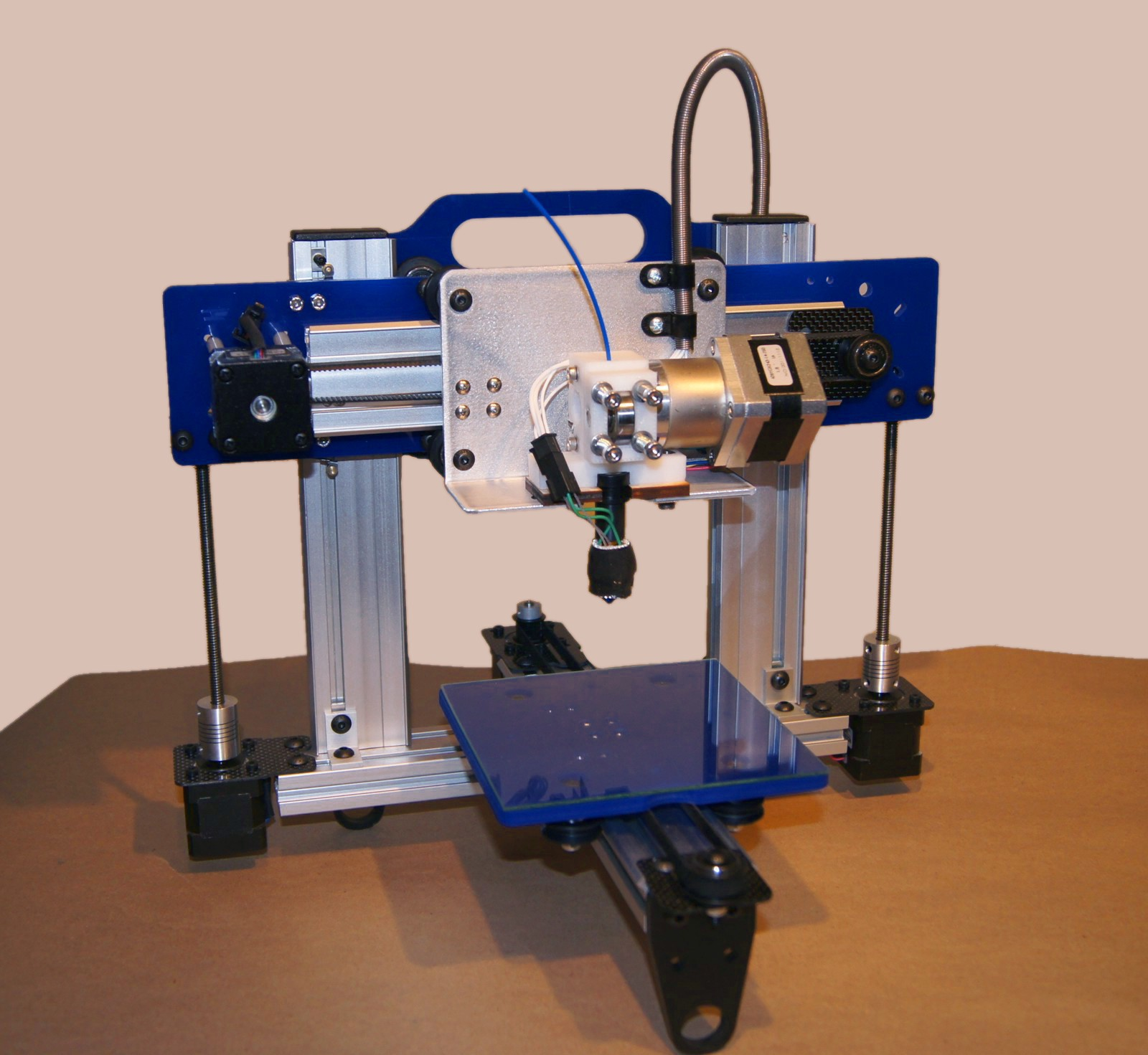
Uma impressora 3D ORDbot Quantum.

A impressão 3D é uma forma de tecnologia de fabricação aditiva onde um modelo tridimensional é criado por sucessivas camadas de material a partir de um modelo 3D digital. Por não necessitar do uso de moldes e permitir produzir formas que não são viáveis ou práticas de se conseguir em outros métodos de produção, tem vantagens em relação a outras tecnologias de fabricação mecânica, como por exemplo a injeção de plástico, desbaste ou modelagem/modelação, sendo mais rápida e mais barata em diversos casos. Essas tecnicas, oferecem aos desenvolvedores de produtos a habilidade de num simples processo imprimirem partes de alguns materiais com diferentes propriedades físicas e mecânicas. Alguns modelos de impressoras industriais podem utilizar uma boa variedade de materiais como polímeros sintéticos e orgânicos, concreto, metais e até mesmo alimentos, possuindo milhares de cores, permitindo criar protótipos com boa precisão, aparência e funcionalidades dos produtos.
Fabricação aditiva é o processo de criar objetos a partir de modelos digitais criados em três dimensões. As tecnologias de fabricação aditiva compreendem a fusão a laser, fundição a vácuo e moldagem por injeção.A fusão a laser é um processo de fabricação aditiva digital que utiliza energia laser concentrada para fundir pós metálicos em objetos 3D. A fusão a laser é uma tecnologia de fabricação emergente, com presença na indústria médica (ortopedia), aeroespacial, assim como nos diversos setores da engenharia e dos serviços.
A fundição a vácuo basicamente é utilizada para produzir protótipos de alta qualidade em variedade de resinas de poliuretano (PU) que mimetizam o desenho de polímeros de engenharia. O nylon também pode ser fundido a vácuo e criar matrizes de cera para processos de fundição de cera perdida. Algumas máquinas injetoras são apropriadas para a produção de pequenas séries, utilizando molde de resina, ou produção em série de pequenas peças pesando até 12 gramas dependendo do modelo escolhido.

## História
A impressão 3D surgiu em 1984, a primeira impressão 3D funcionando a pleno vapor foi inventada por Chuck Hull, um engenheiro físico norte-americano do estado da Califórnia, em 1984, utilizando a estereolitografia, tecnologia precursora da impressão 3D. Hull já havia desenvolvido um ano antes a tecnologia do que viria a ser a máquina, quando ela tinha duas funções principais, sendo uma delas a criação, ela foi criada no dia 16/4/1984 usando lâmpadas para solidificação de resinas, primeiro objeto criado pela ferramenta. Uma das primeiras versões comerciais semelhantes às impressoras de depósito por fusão, semelhantes àquelas impressoras 3D domésticas, foi desenvolvida por S. Scott Crump co fundador da Stratasys, Ltd, em 1989.
A principal, entretanto, foi a confecção de partes de plástico de forma rápida, já que o processo tradicional levava de seis a oito semanas, e as peças ainda precisavam ser refeitas diversas vezes devido a problemas na manufatura.
Sendo assim, com a produção desses componentes em um ambiente controlado e de maneira muito mais veloz, a impressora 3D já demonstrava flexibilidade e rapidez, duas de suas principais características até 2014. A tecnologia de impressão 3D desenvolvido pela Carbon3D Inc., permite objetos crescerem a partir de um meio líquido continuamente em vez de ser construído camada por camada, como têm sido desde dos anos 1990, o que representa uma abordagem fundamentalmente nova para a impressão 3D. A tecnologia permite que os produtos prontos para uso serem feitos de 25 a 100 vezes mais rápido do que outros métodos e cria geometrias anteriormente inatingíveis que abre oportunidades para a inovação, não só na área da saúde e medicina, mas também em outras grandes indústrias como automotiva e de aviação.
Recentemente as impressoras 3D tornaram-se financeiramente acessíveis para pequenas e médias empresas, levando a prototipagem da indústria pesada para o ambiente de trabalho. Além disso, é possível simultaneamente depositar diferentes tipos de materiais. A tecnologia é utilizada em diversos ramos de produção, como em joalheria, calçado, design de produto, arquitetura, automotivo, aeroespacial e indústrias de desenvolvimento médico (Graças aos avanços da impressão 3-D, é possível imprimir tudo, desde próteses a corações, rins e outros órgãos vitais humanos). Recentemente pesquisadores do Instituto Federal de Tecnologia de Zurique, na Suíça, divulgaram um vídeo mostrando um coração feito através de impressão 3D realizando batimentos similares ao órgão real. Agora, os pesquisadores estão trabalhando o uso da tecnologia em uma máquina de fabricação de moléculas para simplificar química complexa

## Princípios Gerais

Modelo 3D em corte.

### Modelagem
Para que haja a impressão de algum objeto em 3 dimensões é necessário antes de tudo realizar a Modelagem. Os Modelos para impressões 3D podem ser criados através de um software de modelagem em 3D ou através de uma digitalização em 3 dimensões. Um software de modelagem tridimensional é utilizado para desenhar o que será impresso. Como alternativa, se pode baixar um modelo já pronto. O computador envia as instruções para a impressora, que aquece a matéria-prima e começa a desenvolver o modelo em uma pilha muito fina de camadas.
Modelos para impressões 3D podem ser criados através de um pacote CAD (do inglês: computer aided design) ou através de scanner 3D. O processo de modelagem manual dos dados geométricos preparando para computação gráfica 3D é semelhante às artes plásticas, como escultura. A digitalização 3D é um processo de análise e coleta de dados de objeto real, a sua forma e aparência, e construção de modelos tridimensionais digitais. A criação manual de modelos de impressão 3D é altamente complexa para usuários comuns (que não tenham um nível avançado de conhecimento na área). Por esse motivo, nos últimos anos, surgiram várias empresas no mercado de impressão 3D.

### Filamentos[23]
Existem diversos tipos de insumo para impressões 3D. Impressoras do tipo FDM usam polímeros termoplásticos, geralmente comercializados em rolos e com espessuras entre 1,75 e 3 mm (1,75 mm é o mais popular). Uma vez inserido na impressora, o filamento é derretido e expelido pelo extrusor, dando o formato volumétrico dos objetos.
- PLA: É um termoplástico biocompatível e biodegradável derivado de recursos renováveis, como amido de milho, cana-de-açúcar, raízes de tapioca ou mesmo amido de batata. É utilizado, por exemplo, em suturas médicas, guias cirúrgicos e implantes em humanos.
- ABS: Usado hoje em uma ampla variedade de aplicações na indústria. Exemplos disso são, entre outros, a fabricação de tubos (como tubos de drenagem ou tubos de ventilação), componentes automóveis.
- PETG: É conhecido por ser um material excepcionalmente forte, o que o torna ideal para os objetos que serão submetidos a tensões mecânicas. É duro, flexível e resistente, muito do que pode ser atribuído à maneira como adere a cada camada.

### Impressão
A impressão 3D pode ser definida como um processo de fabrico aditivo, que cria um objeto físico a partir de um design digital. O dispositivo deposita sequencialmente material numa plataforma com cabeças de injeção de um material adequado para cada tipo de objeto a fabricar.
Cada impressão 3D começa como um ficheiro de design 3D digital (como um plano) para um objeto físico. Ou seja, a partir de um projeto desenhado com recurso a técnicas digitais, um dispositivo é responsável por lhe dar corpo e volume seguindo o modelo previamente definido.
O próprio processo de impressão 3D varia em termos de tecnologia, começando pelas impressoras de secretária, que derretem um material plástico e depositam-no numa plataforma de impressão, e chegam a grandes máquinas industriais, que usam um laser para derreter o pó metálico a altas temperaturas.
Antes de imprimir, o arquivo com o modelo tridimensional é processados em um software fatiador que converte o modelo em uma série de camadas (fatias), resultando em um arquivo Código G. Este arquivo também contém outros comandos necessários para realizar a impressão, como por exemplo velocidade e temperatura apropriados para o material e o equipamento que serão usados. Este arquivo será utilizado pelo equipamento para realizar a impressão, estabelecendo camadas sucessivas de líquido, pó, papel ou folha de material para construir o modelo através de uma série de seções transversais. Estas camadas, que correspondem às seções transversais virtuais a partir do modelo de CAD, são unidos automaticamente ou fundidos para criar a forma final. A principal vantagem desta técnica é a sua capacidade para criar praticamente qualquer forma ou característica geométrica.
No uso doméstico já foram criados acessórios diversos, brinquedos, capas de celular, esculturas, objetos de decoração, sapatos, objetos de cozinha, etc. No uso empresarial, algumas empresas criam protótipos de produtos, como moveis planejados, eletrodomésticos, peças automobilísticas, instrumentos musicais, joias e até armas de fogo. Na área da saúde, protótipos de crânio e de outros ossos já foram criados para auxiliar em uma operação.
Impressoras 3D montam objetos, camada por camada, a partir de pedaços de materiais, da mesma forma que as impressoras tradicionais criam imagens de pontos de tinta ou toner. Esse método de fabricação é chamado de aditivo, em oposição à produção subtrativa, que remove as partes de que não se precisa a partir do material bruto.
Imagine um bolo com muitas camadas, sendo criado pedaço por pedaço, desde o início, até que o todo esteja montado. O procedimento depende do objeto que vai ser impresso. Em geral, o material é derretido (no caso do plástico, por exemplo) e aplicado por bicos de extrusão até formar o objeto tridimensional.
A impressão 3D tem início a partir do nada: começa adicionando materiais, camada por camada, até que o item esteja pronto. O tempo de impressão varia de acordo com o tamanho do produto desejado e complexidade de sua geometria: pode levar de poucos minutos a muitas horas.
Por sua vez, é cada vez mais comum encontrar modelos de impressoras domésticas que se baseiam naquilo a que se chama "tecnologia de extrusão", ou seja, na produção de uma substância derretida, normalmente de plástico, através de uma abertura. Para tal, será necessário primeiro colocar na impressora a matéria-prima ou consumível: fios de plástico vendidos em bobinas.

### Serviços de Impressão 3D
Os bureaus de impressão 3D tem se popularizado cada vez mais como centros de compartilhamento de soluções especializadas em manufatura aditiva. Há dois modelos hoje em voga, sendo (i) empresas pequenas que utilizam ferramentas digitais para recebimento dos arquivos dos modelos 3D, imprimem em plástico por deposição e enviam as peças prontas pelos correios ou (ii) empresas maiores que recebem os clientes em seus espaços e oferecem uma ampla gama de serviços como modelagem 3D, impressão por meio de diversas tecnologias e materiais e acabamento profissional.

### Processos de fabricação mais comuns[25]
- Modelação de deposição de molten (FDM): Consiste em depositar polímero fundido numa base plana, camada a camada. O material, que está inicialmente em estado sólido armazenado em rolos, é derretido e ejetado por um bocal em pequenos fios que se solidificam à medida que tomam a forma de cada camada.
- Sinterização seletiva do laser (SLS): Consiste em colocar uma fina camada de material em pó num recipiente a uma temperatura ligeiramente inferior à de derreter o material. Um laser sinteriza áreas selecionadas fazendo com que as partículas se fundam e solidifiquem. Camadas sucessivas de material são adicionadas e sintetizadas até que o protótipo desejado seja obtido. O pó não solidificado funciona como um material de apoio e pode ser reciclado para trabalhos posteriores.
- Estereolitografia (SLA): Consiste na aplicação de um feixe de luz ultravioleta a uma resina líquida (contida num cubo) sensível à luz. A luz ultravioleta solidifica a camada de resina por camada. A base que suporta a estrutura desloca-se para baixo de modo que a luz reexerça a sua ação sobre o banho novo, bem como até que o objeto atinja a forma desejada.
- Sistemas de fabrico de compactação: trata-se de impressoras de tinta 3D que utilizam uma tinta de aglutinante para compactar as impressoras 3D de poeira e laser, que transfere energia para a poeira, fazendo com que se polimerize. É então imerso num líquido que faz com que as áreas polimerizadas se solidifiquem.[26]

## Tipos de tecnologias de impressão 3D
Há varios tipos de tecnologia de impressão 3D como:
- Modelação de deposição de molten (FDM)
- Estereolitografia (SLA)
- Sinterização seletiva a laser (SLS)
- Processo de luz digital (DLP)
- Multi Jet Fusion (MJF)
- PolyJet
- Sinterização a laser de metal direto (DMLS)
- Derretimento de feixe de elétrons (EBM)

A tecnologia mais comum e de baixo custo no mercado é a FDM, que consiste em deposição de materiais plásticos por camada utilizando um sistema parecida com CNC, enquanto o SLA e DLP onde utiliza resina como sua matéria prima, são utilizados em indústrias odontológicas e joias.
Tecnologia DLP, SLS, MF, DMLS e EBM são Impressoras 3D indústrias que necessita um orçamento superior, porem pode utilizar outros tipos de matérias de impressão ao invés de plásticos como alumínio, titânio etc.

## Saúde e Segurança
A pesquisa sobre questões de saúde e segurança relacionadas à impressão 3D é um assunto novo e em desenvolvimento devido à recente proliferação de dispositivos de impressão 3D. Em 2017 a Agência Europeia para a Segurança e a Saúde no Trabalho publicou um artigo para debate nos processos e materiais envolvidos na impressão 3D, potenciais implicações desta tecnologia em relação a segurança e saúde ocupacional e meios para evitar possíveis perigos. Desde aparelhos ortodônticos, aparelhos auditivos e próteses até equipamentos militares, a lista de produtos que impressoras 3D podem materializar de forma relativamente fácil e barata continua à se expandir. Porém, assim como em qualquer outro ramo tecnológico, é importante identificar e lidar com possíveis riscos de saúde e segurança nos mais diversos ambientes de utilização desta tecnologia emergente.

### Materiais usados no passado e presente
Os primeiros materiais utilizados nas técnicas de impressão 3D foram os plásticos sintéticos. O número de materiais que pode ser utilizado com impressoras 3D aumentou muito nos últimos 10 anos. Hoje em dia, são vulgarmente usados materiais tradicionais como as cerâmicas, o aço, o vidro e mesmo a madeira. Apesar de, até à data, terem sido testadas muito poucas combinações de filamentos e impressoras 3D, os resultados têm demonstrado que, durante a impressão, as impressoras 3D desktop apresentam riscos de emissão de um grande número de partículas ultrafinas (PUF - partículas com menos de 100 nm) e de alguns compostos orgânicos voláteis (COV) perigosos. Os materiais usados na impressão 3D em contexto industrial são diferentes dos utilizados em ambiente doméstico. Neste último caso, os materiais mais utilizados são o ácido polilático (PLA) biodegradável e a acrilonitrila butadieno estireno (ABS), um plástico à base de óleo e, como tal, com maior índice de toxicidade. A ventilação é recomendada em caso de utilização do PLA e obrigatória se for utilizado o ABS.
O processo industrial de impressão 3D utiliza majoritariamente poliamida (por exemplo, nylon) em forma líquida ou em pó. Trata-se de um plástico à base de óleo. O processo de aquecimento resulta na libertação de fumos tóxicos, o que torna necessário prever um sistema de ventilação. Melhor ainda seria o confinamento da impressora, de modo a impedir a libertação das emissões para a atmosfera do local de trabalho.
Alguns químicos plásticos, tais como as resinas Epóxi, estão a ser utilizados em estereolitografia e para tratamento superficial de objetos impressos. Estes químicos podem causar dermatites ao contato. Os plásticos sem tratamento não devem ser tocados e deve evitar-se a contaminação de superfícies e roupas. Outros químicos utilizados para pós-processamento e tratamento superficial também podem ser perigosos e devem ser manuseados com cuidado.
Os novos materiais são materiais inteligentes que reagem às diferenças de calor, pressão ou luz após a produção. A utilização de nanocarbonos também é um processo recente que se espera vir a ser, num futuro próximo, aplicado em larga escala na indústria. Uma vez que a maioria destes materiais de alta tecnologia ainda é experimental, a sua utilização requer uma análise exaustiva em termos de segurança.
Outro aspeto importante a se levar em conta é o pré e pós manuseamento dos materiais de impressão e dos objetos impressos. No caso dos materiais de impressão em forma de pó, convém evitar a libertação dos mesmos através, por exemplo, de um sistema de ventilação por exaustão local e da utilização de métodos de trabalho adequados. Existe ainda um risco de combustão espontânea dos pós (do metal), que deve ser reduzido através, por exemplo, da utilização de dispositivos de detecção de zonas potencialmente explosivas.

### Diferentes tipos de emissão
Ao passo que impressoras 3D de uso não industrial atingem preços cada vez mais acessíveis, mais frequentemente estas são utilizadas em escritórios, bibliotecas, universidades e mesmo em residências privadas. Na grande maioria destes ambientes, não são propriamente instaladas as medidas de segurança apropriadas, como ventilação, no intuito de prevenir ou minimizar a exposição à toxinas. Estudos realizados pelo Instituto Nacional de Segurança e Saúde Ocupacional, nos Estados Unidos, tem como objetivo entender e controlar emissões provenientes de impressoras 3D desktop.
Estudos anteriores mostram que impressoras à laser emitem partículas e substâncias químicas microscópicas das próprias impressoras, do papel e de plásticos utilizados no toner. Investigações do Instituto Nacional de Segurança e Saúde Ocupacional continuam a estudar os possíveis efeitos na saúde relacionados à essas partículas e visam descobrir se impressoras 3D produzem emissões similares.
Investigadores mediram emissões de uma impressora 3D desktop em uma câmara de testes especialmente projetada para simular condições do mundo real. Eles descobriram que a impressora em questão liberou uma quantidade alta de partículas durante o estudo. Essas emissões atingiram uma alta alguns minutos após o início da impressão e não retornaram ao patamar inicial até aproximadamente 100 minutos após o término do experimento. As emissões também variaram por tipo de filamento e por cor. Filamentos feitos de materiais naturais, como o milho, por exemplo, emitiram partículas menores do que filamentos de plástico. Isto pode ter acontecido pelo fato de partículas de plástico terem uma maior probabilidade de se agrupar e formar aglomerados, de acordo com os investigadores. Cálculos mostraram que o risco destas partículas se alojarem nos pulmões era três vezes mais alto do que partículas menores provindas de substâncias naturais. A cor também demonstrou afetar o tamanho das partículas, com os filamentos baseados em milho na cor vermelha emitindo, em média, as menores partículas e os filamentos azuis de plástico emitindo as maiores partículas.
Neste mesmo estudo, também foi descoberto que ao utilizar a tampa fornecida pelo próprio fabricante da impressora, reduziu-se em duas vezes o número de partículas potencialmente tóxicas emitidas, mas o número reduzido continua sendo considerado alto. Essas descobertas realçam a importância de medidas para reduzir emissões provenientes de impressoras 3D desktop em um ambiente não industrial. Para isto, investigadores recomendam 5 passos específicos:
1. Sempre utilizar os controles fornecidos pelo fabricante da impressora (ter em mente que impressoras com um invólucro completo se mostram mais efetivas do que as com uma simples tampa, no quesito de controle de emissões).
2. Usar a impressora num ambiente bem ventilado, sendo recomendado ventilação direta aplicada na mesma.
3. Procurar não se manter próximo à impressora por prolongados períodos de tempo, no intuito de minimizar a respiração de partículas emitidas e, quando possível, escolher uma impressora e materiais de impressão com menores índices de emissão.
4. Desligar a impressora caso a boca de impressão emperre e permitir a ventilação da mesma antes de remover a tampa.
5. Utiliza medidas de engenharia em primeiro lugar, como equipamento fornecido diretamente pelo fabricante, ventilação adequada, depois considere materiais com baixa emissão de poluentes e utilize equipamento de segurança, como respiradores.[29]

### Utilização da impressão 3D na área da saúde
É reconhecido pelo público geral que utilizações da impressão 3D, tanto as que já estão em prática, quanto as imaginadas potencialmente em um futuro próximo, trarão mudanças revolucionárias para o dia-a-dia da população. Estas mudanças podem ser organizadas em extensas categorias, incluindo: criação de próteses customizadas; implantes; modelos anatômicos; fabricação de órgãos e tecidos; desenvolvimento de instrumentos cirúrgicos especializados, pesquisa farmacêutica envolvendo fabricação, dosagem adequada, fornecimento, abastecimento e descobertas de novos medicamentos além da produção propriamente dita de equipamentos médicos.
Benefícios advindos da aplicação de impressão 3D na medicina incluem, não somente, customização e personalização individual de produtos e equipamentos médicos, o que diminui, ou estatisticamente elimina o índice de rejeição entre os mais diversos tipos de transplantes, mas também um aumento em custo-benefício, produtividade, democratização de produção e design nesta área.
A firma de pesquisa de mercado Gartner afirma que as diversas aplicações da impressão 3D na área da saúde já são algo convencional e que pode ser considerado mainstream. Isto é certamente verdade quando se trata de aparelhos auditivos e parcialmente para aparelhos odontológicos, mas desenvolvimentos nas áreas de implantes e próteses são certamente mais complicados e não são uma realidade viável em termos de uma tecnologia final e de um custo acessível para o consumidor médio. O software utilizado em impressões 3D, por exemplo, costumava ser limitado somente à programas de desenho assistidos por computador (DAC; em inglês: computer aided design - CAD) que são extremamente complicados e só poderiam ser manuseados eficientemente por especialistas. Bibliotecas e modelos direcionados ao consumidor final estão se tornando mais consolidados e fornecendo um método consideravelmente mais simples para se produzir designs 3D. Além de scanners 3D estarem avançando em popularidade e diminuindo em preço, conforme o avanço desta tecnologia, o que disponibiliza aos próprios usuários a criação de modelos de items reais a serem impressos sem nenhuma habilidade formal em programas DAC.
Ademais, aplicações inúmeras e não triviais, como a modelagem de defeitos cardiovasculares em fetos e óculos para deficientes visuais indicam o quão difícil é fazer predições nesta área. Parece que aplicações da impressão 3D na saúde podem ser divididas em três categorias: aqueles que são de conhecimento geral, ou ao menos próximos de conhecimento geral (aparelhos auditivos e ortodônticos), aqueles que, mesmo já sendo amplamente utilizados, ainda não podem ser considerados de conhecimento geral (grande parte do mercado de próteses ou fabricação de dispositivos médicos como estetoscópios ou livros para cegos) e aqueles que ainda encontram-se em estágios iniciais de desenvolvimento, mas possuem um grande potencial de ingressarem fortemente na mídia e enfim se tornarem de conhecimento geral (bioimpressão celular e impressão 4D, que é caracterizada pelo objeto impresso mudar de forma após ter sido construído).

## Administração de armas
O Joint Regional Intelligence Center e o Departamento de Segurança Interna dos EUA divulgaram um memorando informando que "avanços significativos nos recursos de impressão tridimensional (3D), disponibilidade de arquivos imprimíveis em 3D digitais gratuitos para componentes de armas de fogo e dificuldade em regular o compartilhamento de arquivos podem apresentar segurança pública riscos de pessoas não qualificadas em busca de armas que obtêm ou fabricam armas impressas em 3D "e que" a legislação proposta para proibir a impressão em 3D de armas pode impedir, mas não pode impedir completamente sua produção. Ainda que a prática seja proibida por nova legislação, a distribuição on-line desses equipamentos 3D os arquivos imprimíveis serão tão difíceis de controlar quanto qualquer outro arquivo de música, filme ou software comercializado ilegalmente ". Hoje em dia, não é proibido por lei fabricar armas de fogo para uso pessoal nos Estados Unidos, desde que a arma não seja produzida com a intenção de ser vendida ou transferida e atenda a alguns requisitos básicos. É necessária uma licença para fabricar armas de fogo para venda ou distribuição. A lei proíbe uma pessoa de montar uma espingarda ou espingarda semiautomática não esportiva de 10 ou mais peças importadas, bem como armas de fogo que não possam ser detectadas por detectores de metais ou máquinas de raio-x. Além disso, a fabricação de uma arma de fogo da NFA exige pagamento de impostos e aprovação prévia do ATF.
A tentativa de restringir a distribuição de planos de armas pela Internet foi comparada à futilidade de impedir a distribuição generalizada do DeCSS, que permitiu a extração de DVD. Depois que o governo dos Estados Unidos mandou a Defesa Distribuída derrubar os planos, eles ainda estavam amplamente disponíveis no Pirate Bay e em outros sites de compartilhamento de arquivos. Downloads dos planos do Reino Unido, Alemanha, Espanha e Brasil foram pesados. Alguns legisladores dos EUA propuseram regulamentos sobre impressoras 3D para impedir que sejam usados para imprimir armas. Os defensores da impressão 3D sugeriram que tais regulamentações seriam fúteis, poderiam prejudicar a indústria de impressão 3D e infringir os direitos de liberdade de expressão, com o pioneiro do professor de impressão 3D, o professor Hod Lipson, sugerindo que a pólvora poderia ser controlada.
Internacionalmente, onde os controles de armas são geralmente mais rigorosos do que nos Estados Unidos, alguns comentaristas disseram que o impacto pode ser sentido mais fortemente, já que armas de fogo alternativas não são tão facilmente obtidas. Funcionários no Reino Unido observaram que a produção de uma arma impressa em 3D seria ilegal sob suas leis de controle de armas. Europol afirmou que os criminosos têm acesso a outras fontes de armas, mas observou que, à medida que a tecnologia melhora, os riscos de um efeito aumentam.

## Aplicações e uso
A impressão 3D é comumente usada na visualização de modelos, em CAD / prototipagem, em fundição de metal, em arquitetura, em educação, em técnica geoespacial, em assistência médica e em vendas de entretenimento / varejo. Outras aplicações incluem a reconstrução de fósseis na Paleontologia, a replicação de artefatos antigos e inestimáveis na arqueologia, a reconstrução de ossos e partes do corpo na medicina forense e a reconstrução de evidências gravemente danificadas adquiridas nas investigações da cena do crime. Usando processos especiais de digitalização e impressão 3D, também é possível reproduzir o patrimônio cultural.
Atualmente, a tecnologia de impressão 3D está sendo estudada por empresas e academias de biotecnologia para possível uso em aplicações de Engenharia de tecidos, onde órgãos e partes do corpo são construídos usando técnicas de jato de tinta. Camadas de células vivas são depositadas em um meio gelatinoso e acumuladas lentamente para formar estruturas tridimensionais. Para se referir a esse campo de pesquisa, vários termos foram utilizados: entre outros, impressão orgânica, bioimpressão e Engenharia de tecidos auxiliada por computador. A impressão 3D pode produzir uma prótese de quadril personalizada em uma única passagem, com a parte esférica da articulação permanentemente na cavidade da articulação e, mesmo com as resoluções de impressão atuais, a unidade não precisará de polimento.
Graças às impressoras 3D, também foi possível construir casas ecologicamente corretas, como a Villa Asserbo, na Dinamarca, 60 km ao norte de Copenhague. Os arquitetos dinamarqueses incluíram os projetos digitais da casa em uma impressora CNC - equipada com uma broca do tamanho de uma sala - o que lhe permitiu concluir a construção em apenas quatro semanas usando 820 folhas de madeira compensada derivados de florestas certificadas finlandesas.
O uso de tecnologias de digitalização 3D permite a replicação de objetos reais sem o uso de técnicas de moldagem, que em muitos casos podem ser mais caras, mais difíceis ou até mais invasivas; particularmente com artefatos preciosos ou delicados do patrimônio cultural onde o contato direto das substâncias de moldagem pode danificar a superfície do objeto original.
Também existem impressoras 3D capazes de usar materiais aditivos. Esse tipo de impressora contribui favoravelmente para a ecologia do nosso planeta, porque permite que os alimentos sejam produzidos com total autonomia, eliminando as emissões de carbono geradas durante o transporte de alimentos.
No setor da farmacologia, também foram implementadas soluções nesse campo que permitem a criação de medicamentos personalizados. De fato, uma equipe de pesquisadores criou uma impressora 3D que permite não apenas imprimir tablets iguais aos existentes, mas também criar medicamentos personalizados para cada paciente.

### Uso na construção
Desde 2016, os materiais e impressoras 3D estão sendo testados inteiramente para o setor de construção / arquitetura. Digno de nota são as experiências do italiano Enrico Dini e de sua empresa D-Shape, que conseguiram imprimir a pedra. A WASP, outra empresa italiana, conseguiu imprimir objetos de argila.
notáveis desenvolvimentos podem ser observados, sobretudo no desenvolvimento de materiais a base de cimento: na China, eles conseguiram imprimir dez casas de concreto em 24 horas; enquanto no sul da Califórnia, graças ao projeto "Contour Crafting"(Construção por contornos), foi projetada uma impressora que poderia construir uma casa de 100 m2, com paredes e lajes.
Outro projeto muito interessante vem da Espanha e se chama "Minibuilders": são pequenos robôs que liberam material à medida que avançam nas trilhas. Potencialmente, esses pequenos robôs podem imprimir volumes de tamanho infinito.

### Uso na Educação
Impressão pode auxiliar na educação em relação à ampliação da criatividade e melhorias nas compressões nas matérias
Em física, por exemplo. A tecnologia pode imprimir peças específicas para interação direta com os alunos ao invés de visualização nas imagens dos materiais escolares.

### Uso na moda
A impressão 3D entrou no mundo das roupas, com designers de moda experimentando biquínis, sapatos e vestidos impressos em 3D. Na produção comercial, a Nike, Inc. usou a impressão 3D para prototipar e fabricar o Nike flyprint que foi utilizado por Eliud Kipchoge na Maratona de Londres, e a New Balance está fabricando sapatos de ajuste personalizado para atletas em 3D. A impressão 3D chegou ao ponto em que as empresas estão imprimindo óculos de grau de consumidor com ajuste e estilo personalizados sob demanda (embora não possam imprimir as lentes). A personalização sob demanda de óculos é possível com prototipagem rápida.

### Uso na gastronomia
A fabricação aditiva de alimentos está sendo desenvolvida espremendo alimentos, camada por camada, em objetos tridimensionais. Uma grande variedade de alimentos são candidatos apropriados, tais como o chocolate e doces, alimentos e planas tais como bolachas, massas, e da pizza. NASA está estudando a tecnologia para criar alimentos impressos em 3D para limitar o desperdício de alimentos e fazer alimentos projetados para atender às necessidades alimentares de um astronauta.

### Uso no espaço
Em 2013, nasceu o projeto AMAZE (Fabricação de aditivos voltada para o desperdício zero e produção eficiente de produtos metálicos de alta tecnologia, o que significa: Produção eficiente de produtos metálicos de alta tecnologia com fabricação aditiva por meio do "lixo zero"), um consórcio de 28 empresas para trazendo a impressão 3D para o espaço e podendo imprimir independentemente peças de metal, reduzindo custos e minimizando o desperdício.
Atualmente, ainda existem alguns problemas técnicos que podem levar à produção de metais de qualidade industrial.
No entanto, no que diz respeito à tecnologia 3D "Contour Crafting" a NASA está considerando um sistema para enviar a impressora 3D que usa essa tecnologia em particular em outros planetas, por isso a criação de casas em autonomia total.
A Agência Espacial Europeia (ESA) está atualmente testando a construção de componentes de satélite para uso espacial, usando a tecnologia de impressão 3D. Em particular, estão sendo realizadas verificações em antenas de rádio 3D para uso de satélite. A pesquisa é realizada nas instalações de teste de antena compacta.
A possibilidade de enviar robôs à Lua para construir remotamente bases na superfície lunar, em preparação para o envio de uma tripulação humana, também está sendo estudada pela ESA. Este trabalho seria realizado com módulos infláveis, atuando como suportes e robôs com capacidade de transportar e sinterizar a areia lunar, de modo a criar um escudo fora do módulo inflável.
Em novembro de 2014, a astronauta Samantha Cristoforetti trouxe uma impressora 3D chamada POP3D ( Impressora Portátil de Bordo) a bordo da estação espacial internacional, que imprimiu o primeiro objeto da história no espaço.
A partir de dezembro de 2022, a NASA concedeu à empresa baseada no Texas, ICON, um contrato de US$ 57,2 milhões para construir habitats, plataformas de pouso e estradas impressas em 3D na superfície lunar, além de apoiar seu programa ARTEMIS. O contrato é válido até 2028. A empresa participou do 3D Printed Habitat Challenge da NASA em colaboração com a Escola de Minas do Colorado e recebeu um prêmio por seu protótipo de sistema estrutural impresso.